# Dunfermline
För albumet av The Skids med samma namn, se Dunfermline (album).
Dunfermline (skotsk gaeliska: Dùn Phàrlain) är en stad i kommunen Fife i Skottland, cirka fem kilometer från Firth of Forths strand, nordväst om Edinburgh. Centralorten har cirka 50 000 invånare, medan den sammanhängande bebyggelsen har cirka 70 000 invånare (inklusive Crossgates,  Inverkeithing och Rosyth). Staden är Skottlands historiska huvudstad och Robert I av Skottland ligger begraven i Dunfermline Abbey. Staden delas från nord till syd av den djupa ravinen Pittencrieff Glen, från vilken staden fått sitt namn. I botten av ravinen rinner floden Lyne Burn.
Dunfermline ligger nära den tidigare flottbasen och hamnen i Rosyth. Större industrier i Dunfermline är teknik-, elektronik- och textilföretag. Många företag har sina callcenter här, bland annat BSkyB. Rockgruppen Big Country bildades strax utanför staden.